# 陈旻旻
陈旻旻（1981年10月9日—），廣東廣州人，现任广州电视台节目主播。以双硕士海归的身份参"美在花城"，凭借主持风格获得"至talk女主持"奖，并多次担任台内外大型直播晚会主持。曾任佛山电台主持及佛山电视台节目主持。后赴澳洲留学，成功取得两个硕士学位。在澳洲期间曾主持澳洲特别广播服务公司及澳洲版翡翠衛星台的节目。

## 电台节目
- 佛山电台《铃机一动》
- 广州电台《我的私家歌》

## 电视节目
- 佛山电视台《车世界》
- 广州市广播电视台《直播广州》
- 广州市广播电视台《生活有情天》

## 奖项
- 佛山电台DJ新人赛 - 一等奖
- 2010年第十七届“美在花城”全国9强 - “至talk女主持”奖

## 外部連結
- 陈旻旻的新浪微博